# EcuRed
EcuRed — кубинская универсальная онлайн энциклопедия на испанском языке. Построена на движке MediaWiki. Создана в августе 2009 года, официально открыта 13 декабря 2010 года. На момент официального открытия содержала 19 482 энциклопедических статьи.
Функционирование веб-ресурса обеспечивает Молодёжный Компьютерный Клуб (имеет сеть из приблизительно 600 ячеек по всей Кубе) — отделение государственной партийной молодёжной организации «Союз коммунистической молодёжи» (исп. Unión de Jóvenes Comunistas).
На январь 2021 года EcuRed содержала более 223 тыс. статей (многократно превосходя по этому показателю Enciclopedia Libre Universal en Español и вклад кубинцев в Испанскую Википедию) и 332 тыс. файлов; в ней насчитывалось более 68 тыс. участников.
Ecured была создана для роста знаний населения Кубы о мире в условиях блокады со стороны США, препятствующих выходу Кубы в Интернет (в 2010 году суммарный канал доступа Кубы в Интернет составлял лишь 379 Мбит/с).

## Название
«Ecu» в названии несёт два смысла — это и исп. Ecúmene (ойкумена — освоенная человечеством часть мира) и исп. Enciclopedia Cubana (кубинская энциклопедия).

## Статистика
- Август 2009 года — 0 статей (создание).
- 14 декабря 2010 года — 19 600 статей.
- 27 августа 2011 года — 50 000 статей.
- 5 декабря 2012 года — 100 000 статей.
- 4 ноября 2015 года — 150 000 статей, 27 393 участника.
- 29 апреля 2019 года — 200 000 статей, 52 610 участников
- 11 октября 2022 года — 250 000 статей, 77 578 участников[2].

## Читатели
Согласно статистике Alexa.com, распределение читателей EcuRed по странам было таким:
| Страна    | 11.11.2013 | 8.6.2014 | 22.12.2016 |
| --------- | ---------- | -------- | ---------- |
| Куба      | 17,8 %     | 29,9 %   | 17,3 %     |
| Мексика   | 15,2 %     | 12,8 %   | 29,6 %     |
| Венесуэла | 15,0 %     | 10,2 %   | 9,3 %      |
| Испания   | 10,0 %     | 9,3 %    | 7,3 %      |
| Перу      | 7,3 %      | 7,2 %    | 5,4 %      |
| Аргентина | 6,1 %      | 5,1 %    |            |
| Колумбия  | 5,3 %      | 5,8 %    |            |
| Эквадор   | 3,6 %      | 2,2 %    |            |
| Чили      | 2,8 %      | 2,1 %    |            |
| Гватемала |            | 2,4 %    |            |
| место     | 28         | 20       | 38         |

В последней графе указано место по популярности EcuRed среди всех сайтов Кубы.